# Rebets
Rebets – miejscowość i gmina we Francji, w regionie Normandia, w departamencie Sekwana Nadmorska.
Według danych na rok 1990 gminę zamieszkiwało 108 osób, a gęstość zaludnienia wynosiła 29 osób/km² (wśród 1421 gmin Górnej Normandii Rebets plasuje się na 788. miejscu pod względem liczby ludności, natomiast pod względem powierzchni na miejscu 792.).